# إريك ويزنر
إريك ويزنر (و. 1897 – 1968 م) هو سياسي، وصحفي، ومقاوم عسكري من ألمانيا الشرقية، ولد في فايمار، توفي في شفيرين، عن عمر يناهز 71 عاماً.

## مناصب
تولى منصب عمدة
- لندرات  [لغات أخرى]‏

.